# کلی میلر
کلی میلر (Kelly Miller) (۱۸ ژوئیه ۱۸۶۳ – ۲۹ دسامبر ۱۹۳۹) یک ریاضی‌دان، جامعه‌شناس، جستارنویس، ستون‌نویس روزنامه و مؤلف اهل آمریکا و یک شخصیت مهم در زندگی معنوی سیاه‌پوستان آمریکایی برای حدود نیم قرن بود. او معروف به «حماسه سرای پتومک» بود.

## دوران کودکی و تحصیلات
کلی میلر ششمین فرزند از ده فرزند الیزابت میلر و کلی میلر ارشد بود. مادر وی قبلاً برده بود و پدرش یک مرد سیاه‌پوست آزاد آمریکایی بود که قبلاً در هنگ وینسبوروی ارتش ایالات مؤتلفه به‌طور اجباری خدمت کرده بود. میلر در وینسبورو، کارولینای جنوبی به دنیا آمد و در آنجا به مدرسه ابتدائی و عالی رفت.
میلر از ۱۸۷۸ – ۱۸۸۰ میلادی به مؤسسه فیرفیلد رفت. بر مبنای دستاوردهای که میلر داشت، به او بورسیه‌ای از طرف دانشگاه هاوارد که یک کالج مخصوص سیاه‌پوستان قبل از جنگ داخلی بود، پیشنهاد شد. میلر برنامه درسی سه-ساله دوره آمادگی، شامل زبان‌های یونانی و لاتین و سپس ریاضی را در مدت دو سال به اتمام رساند. پس از تکمیل نمودن یک دانشکده، او به سرعت به دانشکده دیگر رفت. میلر از ۱۸۸۲ – ۱۸۸۶ در دانشگاه هاوارد به دروس خود ادامه داد.
در ۱۸۸۶ میلادی به میلر این فرصت داده شد تا نزد سروان ادگار فریسبی به آموزش ریاضیات پیشرفته بپردازد. فریسبی یک ریاضی‌دان آمریکایی بود که در رصدخانه نیروهای دریایی ایالات متحده کار می‌کرد. دستیار فریسبی، سیمون نیوکام به استعداد ذهنی میلر پی‌برد و توصیه نمود تا او در دانشگاه جانز هاپکینز درس بخواند. میلر دو سال را در دانشگاه جانز هاپکینز گذراند (۱۸۸۷ – ۱۸۸۹ میلادی) و به نخستین آمریکای-آفریقایی مبدل شد که به دانشگاه می‌رود. میلر در رشته‌های ریاضی، فیزیک و ستاره‌شناسی درس خواند. او نخستین آمریکایی آفریقایی‌تبار بود که در ایالات متحده ریاضیات پیشرفته می‌خواند.
میلر عضو انجمن آلفا فی آلفا بود.

## حرفه
میلر به دلیل محدودیت‌های مالی که داشت قادر نبود در دانشگاه جانز هاپکینز ادامه دهد. او از ۱۸۸۹ – ۱۸۹۰ میلادی در مدرسه عالی در خیابان ام (M Street) واشینگتن دی سی، ریاضی تدریس می‌کرد. او که در ۱۸۹۰ میلادی به عنوان پروفسور ریاضی در هاوارد گماشته شده بود، مضامین جامعه‌شناسی، ساختار توسعه و کارکرد جامعه انسانی را در ۱۸۹۵ میلادی وارد برنامه‌های درسی نموده و از ۱۸۹۵ تا ۱۹۳۴ میلادی به عنوان پرفیسور جامعه‌شناسی خدمت کرد. میلر در ۱۹۰۳ میلادی از مدرسه حقوق دانشگاه هاوارد فارغ‌التحصیل شد. او در ۱۹۰۷ میلادی به عنوان رئیس دانشکده علوم و هنر گماشته شد.
ریاست او برای دوازده سال ادامه داشت و در این مدت کالج به‌طور چشم‌گیری تغییر کرد. برنامه درسی کهنه و کلاسیک را مدرن ساخته و رشته‌های جدید در علوم طبیعی و علوم اجتماعی اضافه گردیده بود. میلر، حامی پُرجوش دانشگاه هاوارد بود و به‌طور فعالانه به این مدرسه شاگرد جذب می‌کرد. وی در ۱۹۱۴ میلادی یک موزه و کتابخانه آمریکایی سیاه‌پوست را برنامه‌ریزی کرد. او جیسی اِی. مورلند را قانع کرد تا کتابخانه بزرگ خصوصی‌اش که در مورد سیاه‌پوستان در آفریقا و ایالات متحده بود را به دانشگاه هاوارد ببخشد و این امر مبنای موزه و کتابخانه آمریکایی سیاه‌پوست وی را شکل داد.
وی یکی از شرکت کنندگان در جلسه ۵ مارس ۱۸۹۷ برای تجلیل از خاطرات فردریک داگلاس بود، داگلاس مؤسس آکادمی آمریکایی سیاه‌پوست بود که توسط الگساندر کرومیل رهبری می‌شد. تا زمانی که این مؤسسه در ۱۹۲۸ میلادی فعالیت خود را متوقف کرد، میلر یکی از فعال‌ترین عضو این انجمن بزرگ و پیشتاز آموزشی آفریقایی آمریکایی بود و هم‌واره به رد بورسیه‌های نژادپرستانه، ترویج دعاوی سیاه‌پوستان برای برابری فردی، اجتماعی و سیاسی و نشر تاریخ‌ها و مطالعات جامعه‌شناختی از زندگی آمریکایی-آفریقایی‌ها می‌پرداخت.
میلر شناخت ملی خود را پس از فعالیت در جبنش دیگری که توسط ویلیام ادوارد برگهارت دیو بویس رهبری می‌گردید، حاصل کرد. او هنگام نزاع میان «آشتی‌گرایی» بوکر تی. واشینگتن و «بنیادگرایی» حقوق مدنی در حال رشد، از خود رهبری فکری چشم‌گیری نشان داد. میلر از دو جهت برای مردم شناخته شده‌است.
در رابطه به سیاست آموزش و پرروش آمریکایی-آفریقایی‌ها، میلر نه طرف‌دار «بنیادگراها» بود - دیو بویس و جنبش نیاگارا – و نه طرف‌دار «محافظه کاران» – پیروان بوکر تی. واشینگتن. میلر به جست‌جوی یک روش‌میانه بود، یک نظام جامع آموزش و پرورش که با پیشکش نمودن آموزش‌های حرفه‌ای و ذهنی باعث «توسعه متوازن» شهروندان آفریقایی-آمریکایی شود.
در فوریه ۱۹۲۴، میلر به عنوان رئیس کنفرانس نیگرو سنهدرین انتخاب گردیده بود، کنفرانسی در شیکاگو که نمایندگان ۶۱ مؤسسه آفریقایی-آمریکایی را گردهم آورد تا اتحاد خود را بیشتر نموده و تلاش نمایند تا به یک برنامه مشترک برای اصلاحات اجتماعی و سیاسی دست یابند.
وی باور داشت که سیاه‌پوستان باید بازار آزاد را نسبت به قدرت دولت یا اتحادیه‌ها ترجیح دهند، او بیان داشت:
سرمایه‌دار تنها یک انگیزه غالب دارد، تولید و فروش کالاها. نژاد و رنگ تولیدکننده مهم است، اما نه چندان… سرمایه‌دار، طرف‌دار یک دکان آزاد است که برای تمامی مردان این حق را می‌دهد تا بدون هیچ مانعی بر مبنای توانایی و مهارت خود کار کنند. در این گزاره، سرمایه‌دار وسیاه‌پوست یکی هستند.
او منتقد تبعیض نژادی پلیس بود و در ۱۹۳۵ بیان داشت که خشونت پلیس به اعتماد جامعه آسیب می‌رساند: «غالباً بخش پلیس تنها ابزار قانون است که مردمان سیاه‌پوست با آن تماس برقرار می‌کنند. خشونت پلیس موجب ایجاد یک بی‌اعتمادی و دل‌خوری نسبت به تمامی مقامات دولتی و افسران اعمال قانون می‌گردد».

### آثار مکتوب
میلر یک نویسندهٔ پُربار مقالات و جستارها بود که در روزنامه‌ها، مجله‌ها و کتاب به چاپ می‌رسید، وی همچنین چندین کتاب از جمله خارج از خانه اسارت را نوشته‌است. میلر به ویلیام ادوارد برگهارت دیو بویس در راستای ویراستاری بحران (The Crisis) که ژورنال رسمی انجمن ملی پیشرفت مردمان رنگین‌پوست بود، کمک کرد. میلر نشر مقالات خود را بدون ذکر نامش در روزنامه بوستون ترانسکریپت آغاز کرد. میلر همچنین نظریات خود را از طریق بررسی آموزشی، دایل، آموزش و پرورش و ژورنال علوم اجتماعی شریک ساخت. مقاله‌های بی‌نام وی بعداً به موضوع جستار اصلی وی در کتاب‌ش تعدیل نژاد که در ۱۹۰۸ به چاپ رسید، مبدل شد. میلر پیشنهاد نمود که آفریقایی-آمریکایی‌ها این حق را دارند تا بر علیه شرایط غیرعادلانه که با ظهور برتری سفیدپوستان در جنوب ایجاد شده‌است، اعتراض کنند. میلر از سازگاری نژادی، رشد و نهاد سازی حمایت کرد.
در ۱۹۱۷ میلادی، میلر طی یک نامه سرگشاده به رئیس‌جمهور وودرو ویلسون که در هفته‌نامه بالتیمور افرو-امریکن منتشر کرد از لنینچ‌کردن انتقاد کرد و گفت «محدود و وسعت آن ملی است» و ناتوانی حکومت در متوقف‌کردن این پدیده را «رسوایی دموکراسی» خواند. «وقتی مردمان سیاه‌پوست در تمامی اکناف کشور مورد ضرب و شتم قرار می‌گیرد و برای پناه‌جستن به حکومت مرکزی فرار می‌نماید تا بر اساس قضاوت‌های مشکوک آزادی وی رد گردد، این چیزی نیست جز یک تمسخر توخالی به این مردم».
این نامه سرگشاده، همانند یک مقاله در کتابخانه‌های نیروهای نظامی ایالات متحده در جریان بود تا این‌که «اداره سانسور نظامی آمریکا» دستور داد تا این نامه از کتابخانه‌ها برداشته شود، چون «خواندن این نامه، روحیه سربازانی که علیه آلمان می‌جنگند را تضعیف می‌کند». میلر کتاب تاریخ کلی میر از جنگ جهانی برای حقوق بشر را در ۱۹۱۹ میلادی منتشر کرد که حاوی «مجموعه‌ای از تصاویر شگفت‌انگیز بود که از تصاویر رسمی اخیر ساخته شده بود و وسایل جدید و وحشتناک که در روش‌های ترسناک جنگی مدرن مورد استفاده قرار می‌گرفت را تشریح می‌کرد و به تصویر می‌کشید، در این مجموعه همچنین تصاویری از مردان سیاه‌پوست که در حال جنگ در ارتش و نیروهای دریایی بودند موجود بود».

## مرگ و میراث
زندگی میلر پس از جنگ جهانی اول، مشکل شد. پس از این‌که جی. ستانلی دورکی در ۱۹۱۸ میلادی به عنوان رئیس دانشگاه هاوارد مقرر شد و یک اداره مرکزی جدید ساخت، میلر در ۱۹۱۹ میلادی تنزل درجه داده شده و به عنوان رئیس یک کالج کوچک تازه تأسیس گماشته شد. میلر به نشر مقالات و ستون‌های هفته‌وار در رسانه‌های منتسب به سیاه‌پوستان ادامه داد. نظریات وی در بیش از ۱۰۰ روزنامه چاپ می‌شد.
میلر در ۱۹۳۹ میلادی در محوطه دانشگاه هاوارد وفات کرد. زمان مرگ میلر، خانم‌ش انی می بوتلر و چهار فرزندش به‌نام‌های کلی سوم، می، ایرن و پاول در قید حیات بودند. پسرش، آیزاک نیوتن در زمان حیات او وفات کرده بود.
شهرک ۱۶۰ خانه‌ای که در منطقه لی‌درویت پارک در ۱۹۴۱ ساخته شد و همچنین مدرسه کلی میلر در واشینگتن دی‌سی، به افتخار او نام‌گذاری شدند.